# Pandemia di COVID-19 in Montenegro
Il primo caso della pandemia di COVID-19 in Montenegro è stato confermato il 17 marzo 2020, rendendo il Paese l'ultimo d'Europa a registrare un caso di COVID-19.

## Antefatti
Il 12 gennaio 2020, l'Organizzazione mondiale della sanità (OMS) ha confermato che un nuovo coronavirus era la causa di una malattia respiratoria in un gruppo di persone nella città di Wuhan, nella provincia cinese di Hubei, dato che è stato riferito all'OMS il 31 dicembre 2019.
Il tasso di mortalità per COVID-19 è stato molto più basso della SARS del 2003, ma la trasmissione è stata significativamente maggiore, portando ad un bilancio totale delle vittime più alto.